# Opere di Massimo Stanzione
Segue un elenco esaustivo ma comunque incompleto delle opere (sia dipinti che affreschi) del pittore Massimo Stanzione (1585–1656).

## Elenco
| Foto | Titolo                                                                                    | Tecnica                                       | Dimensione         | Anno                  | Collocazione                                                                    | Città                 | Note |
| ---- | ----------------------------------------------------------------------------------------- | --------------------------------------------- | ------------------ | --------------------- | ------------------------------------------------------------------------------- | --------------------- | --- |
|      | Presentazione della Vergine al tempio                                                     | olio su tela                                  | -                  | 1618                  | Chiesa della Santissima Annunziata                                              | Giugliano in Campania | uno dei quadri piccoli del soffitto |
|      | Salomè con la testa del Battista                                                          | olio su tela                                  | 122×152 cm         | 1623-1625             | Collezione privata                                                              | Roma                  | |
|      | Martirio di sant'Agata                                                                    | olio su tela                                  | 204×150 cm         | 1623-1625             | Museo nazionale di Capodimonte                                                  | Napoli                | già in collezione D'Avalos |
|      | Allegoria della Medicina                                                                  | olio su tela                                  | 116×93 cm          |                       | Collezione privata                                                              | Roma                  | firmato |
|      | Martirio di sant'Agata                                                                    | olio su tela                                  |                    |                       | Collezione privata                                                              | Milano                | |
|      | Santi Cosma e Damiano                                                                     | olio su tela                                  | 95,5×129 cm        |                       | Collezione privata                                                              | Bologna (?)           | firma non autentica |
|      | Cena in Emmaus                                                                            | olio su tela                                  | 130×170 cm         |                       | Quadreria dei Girolamini                                                        | Napoli                | |
|      | Pietà                                                                                     | olio su tela                                  | 130×181 cm         | 1621-1625             | Galleria nazionale d'arte antica di palazzo Barberini                           | Roma                  | firmato |
|      | Adorazione dei pastori                                                                    | olio su tela                                  | 246×170 cm         |                       | Certosa di San Martino                                                          | Napoli                | sala del Capitolo |
|      | Allegoria della Fama                                                                      | olio su tela                                  | 116×93 cm          | 1625 ca.              | Galleria d'arte Moderna                                                         | Milano                | |
|      | Adorazione dei pastori                                                                    | olio su tela                                  | 96×168 cm          |                       | Museo de Bellas Artes                                                           | Bilbao                | |
|      | Visione di Fra' Giovanni da Altamura                                                      | olio su tela                                  |                    | 1628 ca.              | Oratorio della Confraternita del Santissimo Sacramento in San Domenico Maggiore | Napoli                | |
|      | Adorazione dei magi                                                                       | olio su tela                                  | 249×157,5 cm       |                       | Collezione privata                                                              | Philadelphia          | firmato |
|      | Sacrificio di Mosè                                                                        | olio su tela                                  | 288×225 cm         | 1628-1630             | Museo nazionale di Capodimonte                                                  | Napoli                | firmato, già in collezione Vandeneynden |
|      | Betsabea al bagno                                                                         | olio su tela                                  | 194×147 cm         | 1620-1630             | Collezione privata                                                              | Londra (?)            | |
|      | Soggetto letterario                                                                       | olio su tela                                  | 175×270 cm         |                       | Palazzo Montecitorio                                                            | Roma                  | in deposito dal Museo nazionale di Capodimonte |
|      | Sibilla                                                                                   | olio su tela                                  | 127,5×100,5 cm     |                       | Galleria Doria Pamphilj                                                         | Roma                  | già in collezione Pamphilj |
|      | Santa martire                                                                             | olio su tela                                  |                    |                       | Collezione privata                                                              | Napoli                | firmato |
|      | Susanna e i vecchioni                                                                     | olio su tela                                  | 153×204 cm         | 1630-1635             | Stadelsches Kunstinstitut                                                       | Francoforte           | |
|      | Santa martire                                                                             | olio su tela                                  | 70×60 cm           |                       | Collezione privata                                                              | Napoli                | firmato |
|      | Annunciazione                                                                             | olio su tela                                  |                    |                       | Collezione privata                                                              | Napoli (?)            | |
|      | Santa Caterina d'Alessandria                                                              | olio su tela                                  | 124×99 cm          |                       | Collezione privata                                                              | Roma                  | |
|      | San Giovanni Battista nel deserto                                                         | olio su tela                                  | 182×152 cm         | 1628-1630 ca.         | Fondazione De Vito                                                              | Firenze               | firmato |
|      | San Giovannino con l'agnello                                                              | olio su tela                                  | 100×130 cm         | 1630-1633             | Pio Monte della Misericordia                                                    | Napoli                | attribuzione controversa con il Maestro dell'Annuncio ai pastori |
|      | Assunzione della Vergine                                                                  | olio su tela                                  | 275,6×186,6 cm     | 1635                  | North Carolina Museum of Art                                                    | Raleigh               | |
|      | Immacolata Concezione                                                                     | olio su tela                                  | 150×110 cm         |                       | Chiesa di Gesù e Maria                                                          | Pescocostanzo         | |
|      | Cristo benedicente                                                                        | olio su tela                                  |                    |                       | Museo nazionale d'Abruzzo                                                       | L'Aquila              | |
|      | Madonna di Costantinopoli                                                                 | olio su tela                                  |                    | 1630-1639             | Museo diocesano                                                                 | Pozzuoli              | firmato, rinvenuto nel 2021 già nella cappella della Masseria dei Domenicani di Soccavo, Napoli, ora in deposito presso il Museo diocesano di Pozzuoli                     |
|      | Scene della vita di san Bruno                                                             | affreschi                                     |                    | 1631                  | Certosa di San Martino                                                          | Napoli                | cicli nelle lunette laterali, nella cupola, nei pennacchi e nei sottarchi d'ingresso della cappella di San Bruno della chiesa                                              |
|      | San Bruno consegna ai suoi compagni la regola                                             | olio su tela                                  | 291×201 cm         | 1631                  | Certosa di San Martino                                                          | Napoli                | firmato, tela nella cappella di San Bruno della chiesa |
|      | Madonna e san Pietro appaiono ai compagni increduli di san Bruno a la Charteuse           | olio su tela                                  | 200×285 cm         | 1631                  | Certosa di San Martino                                                          | Napoli                | firmato, tela nella cappella di San Bruno della chiesa |
|      | Ruggero il Guiscardo bacia la veste di san Bruno in segno di gratitudine                  | olio su tela                                  | 194×285 cm         | 1631                  | Certosa di San Martino                                                          | Napoli                | firmato, tela nella cappella di San Bruno della chiesa |
|      | San Bruno eremita                                                                         |                                               | 178×116 cm         |                       | Museo nazionale di San Martino                                                  | Napoli                | |
|      | Santissima Trinità                                                                        | olio su tela                                  | 400×380 cm,        |                       | Chiesa dei Santi Marcellino e Festo                                             | Napoli                | soffitto della navata |
|      | Sacra Famiglia                                                                            | olio su tela                                  | 350×300 cm         |                       | Chiesa dei Santi Marcellino e Festo                                             | Napoli                | soffitto della navata |
|      | Natività della Vergine                                                                    | olio su tela                                  | 130×90 cm          |                       | Chiesa dei Santi Marcellino e Festo                                             | Napoli                | soffitto della navata |
|      | Presentazione al Tempio                                                                   | olio su tela                                  | 130×90 cm          |                       | Chiesa dei Santi Marcellino e Festo                                             | Napoli                | soffitto della navata |
|      | Sacrificio di Bacco                                                                       | olio su tela                                  | 237×358 cm         | 1634 ca.              | Museo del Prado                                                                 | Madrid                | firmato |
|      | Morte di Orfeo                                                                            | olio su tela                                  | 173×200 cm         |                       | Collezione Banca Manusardi                                                      | Milano                | firmato |
|      | Davide con la testa di Golia                                                              | olio su tela                                  | 128,3×97,8 cm      |                       | Museum of Art                                                                   | San Diego             | |
|      | Annuncio della nascita di Giovanni Battista a Zaccaria                                    | olio su tela                                  | 188×337 cm         | 1634 ca.              | Museo del Prado                                                                 | Madrid                | |
|      | Predica del Battista                                                                      | olio su tela                                  | 187×335            | 1634 ca.              | Museo del Prado                                                                 | Madrid                | |
|      | Decollazione del Battista                                                                 | olio su tela                                  | 184×258 cm         | 1634 ca.              | Museo del Prado                                                                 | Madrid                | |
|      | San Giovanni Battista dice addio ai suoi genitori                                         | olio su tela                                  | 181×263 cm         | 1634 ca.              | Museo del Prado                                                                 | Madrid                | firmato |
|      | Sette arcangeli Raffaele, Uriele, Gabriele, Michele, Geudiele, Sealtiele e Barachiele     | olio su tela                                  |                    | 1620-1630             | Monastero de las Descalzas Reales                                               | Madrid                | attribuito |
|      | San Giovanni Battista nel deserto                                                         | olio su tela                                  | 139×114 cm         |                       | Collezione privata                                                              | Parma                 | |
|      | Suicidio di Lucrezia                                                                      | olio su tela                                  | 173×180 cm         |                       | Collezione privata                                                              | Roma                  | |
|      | Strage degli innocenti                                                                    | olio su tela                                  | 127×153 cm         | 1625-1630             | Castello Harrach                                                                | Rohrau                | |
|      | Strage degli innocenti                                                                    | olio su tela                                  | 128×155 cm         |                       | Museo nazionale di Capodimonte                                                  | Napoli                | replica del dipinto di Rohrau |
|      | Strage degli innocenti                                                                    | olio su tela                                  | 123,5×148 cm       | 1620-1630             | Museo nazionale Brukenthal                                                      | Sibiu                 | replica del dipinto di Rohrau |
|      | Strage degli innocenti                                                                    | olio su tela                                  | 127×153 cm         | 1620-1630             | Galleria nazionale                                                              | Cosenza               | replica del dipinto di Rohrau con lievi varianti |
|      | Madonna delle anime del Purganti                                                          | olio su tela                                  | 353×234 cm         | 1638-1642             | Chiesa di Santa Maria delle Anime del Purgatorio ad Arco                        | Napoli                | firmato |
|      | Madonna del Rosario con i santi Domenico e Antonio                                        | olio su tela                                  | 290×200 cm         |                       | Chiesa de las Augustinas de Monterrey                                           | Salamanca             | |
|      | Madonna col Bambino                                                                       | olio su tela                                  | 131×103 cm         |                       | già Semenzato                                                                   | Venezia               | |
|      | Madonna col Bambino                                                                       | olio su tela                                  | 95×72 cm           |                       | Collezione privata                                                              | Genova                | firmato |
|      | Presentazione dell'immagine miracolosa di san Domenico Soriano                            | olio su tela                                  | 220×180 cm         |                       | Chiesa di San Domenico                                                          | Lucera                | |
|      | Figura femminile                                                                          | olio su tela                                  | 48,5×36,5 cm       |                       | Collezione privata                                                              | Napoli                | probabile frammento di una composizione maggiore |
|      | Madonna del Rosario e miracolo della Santissima Eucaristia                                | olio su tela                                  | 310×210 cm         |                       | Arciconfraternita                                                               | Napoli                | |
|      | Ritratto di donna in costume napoletano e gallo                                           | olio su tela                                  | 118,5×96,5 cm      | 1635                  | Fine Arts Museums                                                               | San Francisco         | firmato |
|      | Sant'Agata                                                                                | olio su tela                                  | 70×58 cm           |                       | Collezione privata                                                              | Madrid                | |
|      | Lucrezia                                                                                  | olio su tela                                  | 206×182 cm         | 1630-1635 o 1640-1643 | Museo nazionale di Capodimonte                                                  | Napoli                | attribuzione controversa con Artemisia Gentileschi |
|      | Sant'Agnese                                                                               | olio su tela                                  | 85,5×77 cm         | 1635-1640             | Museo nazionale d'arte della Catalogna                                          | Barcellona            | |
|      | Salomè con la testa del Battista                                                          | olio su tela                                  | 106,7×126,9 cm     |                       | City Art Gallery                                                                | Manchester            | |
|      | Giuditta con la testa di Oloferne                                                         | olio su tela                                  | 125,5×103,5 cm     | 1640 ca.              | Museum of Fine Arts                                                             | Boston                | |
|      | Pietà                                                                                     | olio su tela                                  | 240×320 cm         | 1638                  | Certosa di San Martino                                                          | Napoli                | firmato, controfacciata della chiesa |
|      | San Patroba predica al popolo di Pozzuoli                                                 | olio su tela                                  | 300×200 cm         | 1650 ca.              | Duomo                                                                           | Pozzuoli              | |
|      | Ritratto di suonatore di chitarra                                                         | olio su tela                                  | 74×61 cm           |                       | Collezione privata                                                              | Napoli                | attribuito |
|      | Santa Maria Maddalena in adorazione della croce                                           | olio su tela                                  | 99×74,5 cm         | 1656 ca.              | Palazzo Lanfranchi                                                              | Matera                | dipinto noto in molteplici repliche |
|      | Lucrezia                                                                                  | olio su tela                                  | 125×90 cm          |                       | Collezione privata                                                              | Parigi                | |
|      | Ritratto equestre di un viceré spagnolo                                                   | olio su tela                                  |                    |                       | ubicazione ignota                                                               |                       | firmato |
|      | Pasqua degli ebrei                                                                        | olio su tela                                  | 393×393 cm         | 1639                  | Certosa di San Martino                                                          | Napoli                | firmato, abside della chiesa |
|      | Santa Dorotea                                                                             | olio su tela                                  | 118×95 cm          |                       | Collezione privata                                                              | già a Buenos Aires    | firmato |
|      | Lucrezia                                                                                  | olio su tela                                  | 113×97,5 cm        |                       | Collezione privata                                                              | Rosenburg             | |
|      | Suicidio di Cleopatra                                                                     | olio su tela                                  | 169×99,5 cm        | 1630-1639             | Museo dell'Ermitage                                                             | San Pietroburgo       | firmato |
|      | Sant'Agata in carcere                                                                     | olio su tela                                  | 231,5×180 cm       | 1635-1640             | Museo nazionale di Capodimonte                                                  | Napoli                | |
|      | Morte di san Giuseppe                                                                     | olio su tela                                  | 320×210 cm         |                       | Chiesa di San Diego all'Ospedaletto                                             | Napoli                | |
|      | Sant'Agnese                                                                               | olio su tela ottagonale                       | 70×52 cm           | 1640 ca.              | Pio Monte della Misericordia                                                    | Napoli                | firmato |
|      | Sant'Apollonia                                                                            | olio su tela ottagonale                       | 70×52 cm           | 1640 ca.              | Pio Monte della Misericordia                                                    | Napoli                | |
|      | Sant'Antonio da Padova e il Bambino Gesù                                                  | olio su tela                                  |                    |                       | Pio Monte della Misericordia                                                    | Napoli                | |
|      | Sant'Agnese                                                                               | olio su tela                                  |                    |                       | Collezione privata                                                              | già Napoli            | |
|      | Cristo                                                                                    | olio su tela                                  | 74×75 cm           |                       | Monastero dell'Escorial                                                         | Madrid                | |
|      | Madonna                                                                                   | olio su tela                                  | 74×75 cm           |                       | Monastero dell'Escorial                                                         | Madrid                | |
|      | Scene della vita della Vergine                                                            | affreschi                                     |                    | 1639-1640             | Chiesa del Gesù Nuovo                                                           | Napoli                | firmato, volta del presbiterio |
|      | Annunciazione                                                                             | olio su tela                                  | 310×220 cm         |                       | Chiesa di Santo Stefano al Ponte                                                | Firenze               | firmato |
|      | Nozze di Cana                                                                             | olio su tela                                  | 102×108 cm         | 1640 ca.              | Quadreria dei Girolamini                                                        | Napoli                | |
|      | Annunciazione della Vergine                                                               | olio su tela                                  |                    |                       | Chiesa di Santa Maria Regina Coeli                                              | Napoli                | soffitto della navata, firmato |
|      | Natività della Vergine                                                                    | olio su tela                                  |                    |                       | Chiesa di Santa Maria Regina Coeli                                              | Napoli                | soffitto della navata |
|      | Incoronazione della Vergine                                                               | olio su tela                                  |                    |                       | Chiesa di Santa Maria Regina Coeli                                              | Napoli                | soffitto della navata |
|      | Maria Maddalena                                                                           | olio su tela                                  | 185×145 cm         |                       | Alte Pinakothek                                                                 | Monaco di Baviera     | firmato |
|      | Giuditta con la testa di Oloferne                                                         | olio su tela                                  | 199,4×146,1 cm     | 1630-1635             | Metropolitan Museum of Art                                                      | New York              | |
|      | San Gennaro guarisce un'ossessa                                                           | olio su tela                                  | 275×150 cm         | 1646                  | Reale cappella del Tesoro di san Gennaro                                        | Napoli                | firmato, sacrestia |
|      | Scene della vita di Cristo e dal Vecchio Testamento                                       | affreschi                                     |                    | 1644                  | Certosa di San Martino                                                          | Napoli                | passetto tra sacrestia e cappella del Tesoro Nuovo |
|      | Figure della cupoletta                                                                    | affreschi                                     |                    |                       | Certosa di San Martino                                                          | Napoli                | cappella del Tesoro Vecchio |
|      | Madonna col Bambino                                                                       | olio su tela                                  | 132×102 cm         | 1640-1645             | Museo del Louvre                                                                | Parigi                | firmato |
|      | Maria Maddalena                                                                           | olio su tela                                  | 124×98 cm          |                       | Collezione privata                                                              | Roma                  | |
|      | Scene dalla vita dei principi degli apostoli Pietro e Paolo                               | affreschi                                     |                    |                       | Basilica di San Paolo Maggiore                                                  | Napoli                | soffitto della navata, firmato |
|      | San Pietro Celestino rinuncia alla tiara papale                                           | olio su tela                                  | 300×223 cm         |                       | Chiesa di San Pietro a Majella                                                  | Napoli                | firmato, cappella di San Pietro Celestino |
|      | Riposo nella fuga in Egitto                                                               | olio su tela                                  | 230×174 cm         |                       | Collezione privata                                                              | Pontremoli            | |
|      | Madonna col Bambino e i santi Ugo e Anselmo                                               | olio su tela                                  | 260×187 cm         | 1644                  | Certosa di San Martino                                                          | Napoli                | cappella di Sant'Ugo |
|      | Cristo viene portato via dalla casa di Pilato                                             | olio su tela                                  |                    |                       | Certosa di San Martino                                                          | Napoli                | sacrestia della chiesa |
|      | Madonna col Bambino                                                                       | olio su tela                                  | 106×81 cm          | 1640 ca.              | Museo nazionale di Capodimonte                                                  | Napoli                | rimasto di proprietà del pittore, fu probabilmente tra i quadri ceduti alla chiesa di Sant'Agostino degli Scalzi a Napoli, dove Stanzione aveva disposto di essere sepolto |
|      | Visione di san Gregorio Taumaturgo                                                        | olio su tela                                  | 327×208 cm         |                       | Basilica di San Paolo Maggiore                                                  | Napoli                | firmato, antisacrestia |
|      | Madonna col Bambino                                                                       | olio su rame                                  | 38×27 cm           |                       | Museo nazionale di San Martino                                                  | Napoli                | |
|      | Lot e le figlie                                                                           | olio su tela                                  | 183×237 cm         |                       | Musée des Beaux-Arts                                                            | Besançon              | firmato |
|      | Lot e le figlie                                                                           | olio su tela                                  | 183×237 cm         |                       | Palazzo reale                                                                   | Napoli                | firmato, replica del dipinto precedente |
|      | Annuncio della nascita della Vergine                                                      | olio su tela                                  | 174×226 cm         |                       | Basilica di San Paolo Maggiore                                                  | Napoli                | cappella della Purità |
|      | Riposo durante la fuga in Egitto                                                          | olio su tela                                  | 179×229 cm         | 1650                  | Basilica di San Paolo Maggiore                                                  | Napoli                | firmato, cappella della Purità |
|      | Riposo durante la fuga in Egitto                                                          | olio su tela                                  | 181,6×156,2 cm     |                       | Ringling Museum of Art                                                          | Sarasota              | firmato |
|      | Madonna col Bambino                                                                       | olio su tela                                  | 127,4×96,8 cm      |                       | Collezione privata                                                              | Tokyo                 | firmato |
|      | Ritratto di quattro uomini                                                                | olio su tela                                  | 127,7×179,1 cm     |                       | Collezione privata                                                              | Firenze               | |
|      | Susanna e i vecchioni                                                                     | olio su tela                                  | 152×178 cm         | 1631-1637             | Joslyn Art Museum                                                               | Omaha                 | firmato |
|      | Madonna del Rosario con santi e scene della Passione di Cristo e della vita della Vergine | olio su tela con quindici piccoli oli su rame |                    | 1642-1643             | Basilica di San Lorenzo Maggiore                                                | Napoli                | cappella Cacace |
|      | Scene della vita di san Giacomo della Marca                                               | affreschi                                     |                    |                       | Chiesa di Santa Maria la Nova                                                   | Napoli                | firmato, soffitto del cappellone di san Giacomo della Marca |
|      | Tre storie di San Diego d'Alcalà                                                          | affreschi                                     |                    |                       | Chiesa di Santa Maria la Nova                                                   | Napoli                | intradosso dell'arco della cappella di San Diego d'Alcalà nel cappellone di san Giacomo della Marca                                                                        |
|      | Battesimo di Cristo                                                                       | olio su tela                                  | 297×205 cm         |                       | Museo nazionale di San Martino                                                  | Napoli                | firmato |
|      | Scene della vita di San Giovanni Battista                                                 | affreschi                                     |                    | 1643 ca.              | Certosa di San Martino                                                          | Napoli                | cupoletta e intradosso dell'arco della cappella di San Giovanni Battista della chiesa                                                                                      |
|      | Decollazione del Battista                                                                 | olio su tela                                  |                    | 1643 ca.              | Certosa di San Martino                                                          | Napoli                | cappella di San Giovanni Battista della chiesa |
|      | Presentazione della testa del Battista                                                    | olio su tela                                  |                    | 1643 ca.              | Certosa di San Martino                                                          | Napoli                | firmato, cappella di San Giovanni Battista della chiesa |
|      | Predica del Battista                                                                      | olio su tela                                  | 270×300 cm         |                       | Certosa di San Martino                                                          | Napoli                | sala del Capitolo |
|      | Adorazione dei pastori                                                                    | olio su tela                                  | 255×210 cm         |                       | Museo nazionale di Capodimonte                                                  | Napoli                | in deposito dalla chiesa del Divino Amore, firmato |
|      | Adorazione dei pastori                                                                    | olio su tela                                  | 124,6×155,6 cm     |                       | Collezione privata                                                              | Philadelphia          | firmato |
|      | Vergine in preghiera                                                                      | olio su tela                                  | 63×50 cm           |                       | Museo Regionale Pepoli                                                          | Trapani               | |
|      | Madonna col Bambino                                                                       | olio su tela                                  | 59×49 cm           |                       | Collezione privata                                                              | già Londra            | firmato |
|      | Incoronazione della Vergine                                                               | olio su tela                                  | 390×277 cm         | 1649                  | Chiesa di San Giovanni Battista delle Monache                                   | Napoli                | firmato, transetto sinistro |
|      | Visitazione di Maria a Santa Elisabetta                                                   | olio su tela                                  |                    | 1649                  | Chiesa del Gesù Nuovo                                                           | Napoli                | |
|      | Madonna col Bambino                                                                       | olio su tela                                  | 81,5×66,7 cm       |                       | Collezione privata                                                              | Napoli                | |
|      | Ritratto equestre di Don Iñigo Vélez de Guevara y Tassis                                  | olio su tela                                  | 305×240 cm         |                       | Istituto Valenciano di Don Juan                                                 | Madrid                | |
|      | Gesù Bambino appare a sant'Antonio da Padova                                              | olio su tela                                  | 415×280 cm         |                       | Chiesa di Santa Brigida                                                         | Napoli                | cappellone di Sant'Antonio |
|      | Immacolata Concezione                                                                     | olio su tela                                  | 300×200 cm         |                       | Basilica di Santa Maria degli Angeli a Pizzofalcone                             | Napoli                | |
|      | Madonna col Bambino                                                                       | olio su tela                                  | 143×96 cm          |                       | Galleria nazionale d'arte antica di palazzo Corsini                             | Roma                  | firmato |
|      | Madonna col Bambino                                                                       | olio su tela                                  | 125×90 cm          |                       | Museo diocesano                                                                 | Napoli                | |
|      | Madonna                                                                                   | olio su tela                                  | 55×45 cm           |                       | Collezione privata                                                              | Roma                  | |
|      | Ritratto di Jerome Banks                                                                  | olio su tela                                  | 126,5×103 cm       | 1655 ca.              | Kingston Lacy                                                                   | Wimborne Minster      | |
|      | Ultima cena                                                                               | olio su tela                                  | taglio orizzontale |                       | Chiesa dell'Eremo dei Camaldoli                                                 | Napoli                | firmato |
|      | Vestizione di Sant'Aspreno                                                                | olio su tela                                  | 378×250 cm         | 1650 ca.              | Palazzo reale                                                                   | Napoli                | in deposito dalla chiesa di San Pietro ad Aram |
|      | Annunciazione                                                                             | olio su tela                                  | 471×305 cm         | 1655                  | Chiesa della Santissima Annunziata                                              | Marcianise            | firmato |
|      | Madonna del Rosario                                                                       | olio su tela                                  | 98×80 cm           |                       | Museo diocesano                                                                 | Salerno               | |
|      | Gesù Bambino e San Giovannino                                                             | olio su tela                                  |                    | 1656                  | Chiesa del Gesù Nuovo                                                           | Napoli                | attribuito |